# Moc testu

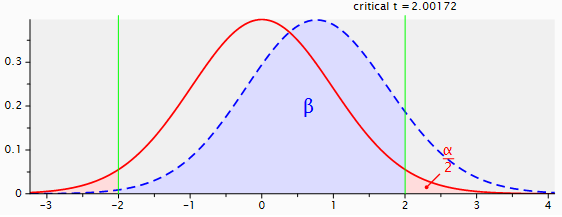
Rozkłady prawdopodobieństwa dla statystyki testowej w hipotezie zerowej i alternatywnej, w teście t dla dwóch grup niezależnych, przy N=60, d=0,2 co oznacza poziom mocy statystycznej ok. 12%

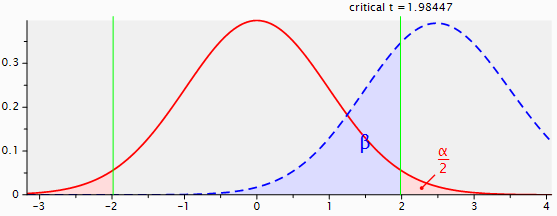
Rozkłady prawdopodobieństwa dla statystyki testowej w hipotezie zerowej i alternatywnej, w teście t dla dwóch grup niezależnych, przy N=100, d=0,5 co oznacza poziom mocy statystycznej ok. 70%

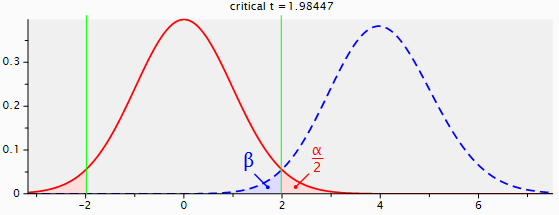
Rozkłady prawdopodobieństwa dla statystyki testowej w hipotezie zerowej i alternatywnej, w teście t dla dwóch grup niezależnych, przy N=100, d=0,8 co oznacza poziom mocy statystycznej ok. 98%

Nawet przy mocy 80% i badaniu prawdziwego zjawiska, można się spodziewać, że tylko w 51,2% przypadków trzy na trzy replikacje badania przyniosą istotny wynik.

Moc testu (moc statystyczna) to prawdopodobieństwo uniknięcia błędu drugiego rodzaju – przyjęcia hipotezy zerowej, gdy w rzeczywistości jest ona fałszywa. Im większe jest to prawdopodobieństwo, tym lepszy jest dany test jako narzędzie do różnicowania między hipotezą prawdziwą i fałszywą. Moc można wyrazić jako dopełnienie prawdopodobieństwa popełnienia błędu drugiego rodzaju (β), czyli 1-β. Pojęcie to wywodzi się z podejścia częstościowego w metodologii weryfikacji hipotez statystycznych.
Moc zależy bezpośrednio i przede wszystkim od poniższych czynników:
- wielkości próby użytej w badaniu
- rzeczywistej wielkości efektu na tle losowej zmienności w populacji
- przyjętego poziomu istotności α (najczęściej 0,05)

Testy różnią się ponadto mocą pomiędzy sobą, w zależności od tego na ile są stratne informacyjne, oraz w jakim stopniu leżący u ich podłoża model statystyczny jest w konkretnej sytuacji dostosowany do problemu badawczego i charakteru danych.
Wysoka moc statystyczna w projektowanych badaniach zwiększa precyzję i wiarygodność oszacowań. Realizowanie badań o niskiej mocy może być marnotrawstwem zasobów, ponieważ już na wstępie nie mają szans uzyskać konkluzywnych rezultatów. Niska moc w połączeniu z efektem szuflady zaburza proporcje pomiędzy błędami I i II rodzaju oraz prawidłowymi rozpoznaniami w publikacjach, i zniekształca naukowy obraz rzeczywistości. Statystyk Jacob Cohen zalecił badaczom i wydawcom publikacji naukowych dążenie do przyjęcia konwencjonalnego poziomu mocy co najmniej 0,8 – analogicznie do używania konwencjonalnego poziomu istotności α=0,05.

## Zastrzeżenia interpretacyjne
Moc odnosi się zawsze do konkretnego testu. Nawet jeśli ogólna próba w badaniu liczy znacznie więcej uczestników, pojedynczy test ma tylko taką moc, na jaką pozwala wielkość konkretnego efektu i liczebność określonych porównywanych podgrup. W przypadku testów interakcji, których wielkość jest dodatkowo ograniczona przez efekty główne, Gelman uznaje za realistyczną możliwość aż 16-krotnie niższej mocy w porównaniu do testu ogólnego.
Moc statystyczna jest w praktyce zmienną losową, która jest funkcją wielu nieznanych parametrów populacji i próby. Można ją oszacować, stosując odpowiednie założenia dotyczące tych zmiennych lub ich szacunki, lecz jak podkreślają m.in. Wagenmakers i in., jest to zawsze tylko zawodne oszacowanie jej wartości oczekiwanej lub rozkładu. Interpretacja oszacowań mocy zależy zatem od wiarygodności założeń badaczy, przede wszystkim dotyczących wielkości efektu w populacji i trafności modelu. Gelman i Carlin zaproponowali, aby rozważanie mocy zastąpić dokładniejszymi pytaniami, dotyczącymi tego, na jaką precyzję i wiarygodność oszacowań pozwala badanie o danym charakterze. Ci i inni autorzy zademonstrowali przy pomocy symulacji, że niska moc zwiększa ryzyko, że wyniki „istotne statystycznie” będą miały skrajnie błędne wartości.

### Określenie wielkości efektu w analizie mocy
Historycznie popularnym sposobem przyjęcia wielkości efektu używanego do oszacowania mocy było odwołanie się do istniejących badań. Lakens sugeruje, by zamiast tego naukowcy wyznaczali po prostu najmniejszy poziom efektu, jaki uznaliby za interesujący. Hoenig i Heisey przestrzegają szczególnie przed wyznaczaniem mocy testu na podstawie obserwowanej w próbie wielkości efektu, zaznaczając, że tworzy to błędne koło i prowadzi do niewiarygodnych wniosków.

## Metody zwiększania mocy badań
Zabiegi jakie umożliwiają naukowcom zwiększenie mocy statystycznej badań to np. :
- zwiększenie próby badawczej – szczególnie przez określenie z wyprzedzeniem oczekiwanej wielkości efektu, np. na podstawie badań innych autorów, lub własnych badań pilotażowych, i wykonanie analizy mocy a priori w celu ustalenia wielkości próby zapewniającej testom pożądany poziom oczekiwanej mocy[14]; rekomenduje się przy tym, aby traktować oszacowania pochodzące z małych pilotaży konserwatywnie, i jedynie orientacyjnie[15] – względnie najwiarygodniejsze przybliżenia wielkości efektu zapewniają metaanalizy[16],
- redukcja losowej zmienności obserwowanej w próbach, np. przez wykorzystanie statystyk odpornościowych[17], oraz metod pomiaru z mniejszym błędem pomiaru, a wyższą trafnością i rzetelnością[18],
- wykorzystanie testów lub struktur badania, które mają z natury wyższą moc statystyczną, takich jak metody bayesowskie, testy parametryczne, prerejestrowane testy hipotez jednostronnych, oraz badania w schemacie wewnątrzgrupowym (pomiary powtarzane; Rouder i Haaf określili jednak, że generalnie lepiej zwiększać liczbę uczestników niż powtórzeń)[16][19].

## Narzędzia do obliczania
Większość pakietów statystycznych, takich jak SPSS lub darmowe i otwarte oprogramowanie R posiada funkcje obliczania mocy. Przykładowym, najczęściej spotykanym narzędziem służącym specjalnie do tego celu jest darmowy program G*Power. Programy te pozwalają na obliczanie mocy przed badaniem (a priori), w celu określenia wielkości próby potrzebnej do osiągnięcia pożądanego poziomu mocy, jak również po badaniu (post hoc), np. na potrzeby kontroli jakości.

## Przeglądy mocy statystycznej dziedzin nauki
Statystycy regularnie publikują rezultaty badań przeglądowych dla różnych dziedzin nauki, z których wynika że przeciętna moc badań jest dużo niższa niż rekomendowany poziom 0,8. Przykładowo, w przeglądzie dla neuronauki z 2013 r. obejmującym 49 meta-analiz i 730 osobnych badań, mediana mocy dla obserwowanych efektów wyniosła zaledwie 21%. W przeglądzie badań psychologicznych z 1990 r., moc wyniosła 17% dla małych, i 57% dla średnich efektów – a takie wielkości efektu najczęściej spotyka się w tej dziedzinie. Analiza z 2006 r. obejmująca publikacje informatyczne wykazała moc 11% dla małych, i 36% dla średnich efektów. Meta-przegląd 8 tysięcy badań psychologicznych z 2018 określił medianę ich mocy na poziomie 36%; tylko 8% badań osiągnęło rekomendowaną moc 0,8.

## Konsekwencje niskiej mocy badań
Nawet jeśli badacz projektuje badanie o mocy na rekomendowanym poziomie 0,8, powinien spodziewać się, że badając rzeczywiście występujące zjawisko, spotka się z nieudanymi replikacjami. Przykładowo, przy tej mocy, prawdopodobieństwo przyjęcia hipotezy alternatywnej za każdym razem w trzech replikacjach wynosi bowiem tylko 0,8³ ≈ 51,2%. W sytuacji w której moc badań jest bliższa poziomu α=0,05 niż 0,8, należy się spodziewać, że znaczna część wyników istotnych statystycznie jest fałszywa, natomiast nieznana część wyników nieistotnych to odrzucone pochopnie prawidłowe hipotezy. Oznacza to zniekształcenie obrazu rzeczywistości, jaki sugeruje treść opublikowanych badań, zwłaszcza w połączeniu z „efektem szuflady”.
Testy o niskiej mocy przeszacowują ponadto obserwowaną wielkość efektu prawdziwych zjawisk, ponieważ istotność statystyczną jest częściej osiągana w próbach, w których z naturalnej wariancji zjawisko występuje z większą siłą. Istotność osiągają częściej nawet oszacowania o przeciwnym znaku niż realny efekt.
W świetle m.in. powyższych problemów, Ioannidis zadeklarował w publikacji z 2005 r., że większość publikacji naukowych może być błędna. W ostatnich latach statystycy, wydawcy czasopism naukowych oraz towarzystwa zawodowe, takie jak Amerykańskie Towarzystwo Psychologiczne, rekomendują, a w niektórych wypadkach nawet wymagają od badaczy dokumentowania decyzji dotyczących wielkości próby, ze względu na systematyczny problem z niewystarczającą mocą badań. Zaleca się też używanie przedziałów ufności, raportowanie wielkości efektów, prerejestrację planów badawczych, przeprowadzanie replikacji naukowych, stosowanie technik metaanalitycznych, oraz innych metod zwiększających jakość nauki.